# Ismail Elfath
Ismail Elfath (Casablanca, 3 marzo 1982) è un arbitro di calcio marocchino naturalizzato statunitense.
È arbitro della Major League Soccer dal 2012 e arbitro elencato dalla FIFA dal 2016.

## I primi anni di vita
Nato a Casablanca, in Marocco, Elfath è emigrato negli Stati Uniti nel 2001 all'età di 18 anni dopo aver vinto una lotteria per i visti sulla diversità.  Elfath si è laureato in ingegneria meccanica presso l'Università del Texas ad Austin nel 2006. Dal 2022 Elfath risiede ad Austin, in Texas.

## Carriera
Elfath è stato per la prima volta un quarto ufficiale nella MLS nel 2011 e ha fatto il suo debutto come arbitro nella MLS nel 2012. Elfath è diventato un arbitro internazionale dalla FIFA nel 2016.
Elfath è stato l'arbitro durante una partita dell'agosto 2016 tra New York Red Bulls II e Orlando City B, dove si è svolta la prima on-field review al mondo del Video Assistant Referee mentre il sistema veniva testato nella United Soccer League.
Il 26 marzo 2019, Elfath è stato selezionato per arbitrare il Campionato mondiale di calcio Under-20 2019 in Polonia. Insieme agli assistenti americani Corey Parker e Kyle Atkins è stato selezionato dalla FIFA per arbitrare la finale del torneo, che l'Ucraina ha vinto 2-1 sulla Corea del Sud.
Il 17 maggio 2019, Elfath è stato nominato per arbitrare la CONCACAF Gold Cup 2019 negli Stati Uniti.
Nello stesso anno Elfath ha diretto la semifinale della Coppa del mondo per club FIFA 2019 in Qatar.
Elfath è stato nominato arbitro dell'anno MLS per la prima volta nella sua carriera il 18 novembre 2020.  Ha ricevuto l'onore per la seconda volta due anni dopo, il 14 ottobre 2022.
Nel luglio 2021, Elfath ha diretto tre partite del torneo olimpico di Tokyo 2020, inclusa una partita dei quarti di finale tra la nazione ospitante Giappone e la Nuova Zelanda.
Elfath è stato scelto come uno dei due arbitri della CONCACAF per la Coppa d'Africa 2021 svoltasi in Camerun dal 9 gennaio al 6 febbraio 2022. Ha fatto parte anche della lista dei convocati per il campionato mondiale di Qatar 2022.